# Драгобиљица
Драгобиљица (Бољковачка река, Лалиначка река) извире у селу Врнчани (Општина Горњи Милановац) и тече правцем југоисток-северозапад у дужини од 17 km. Протиче кроз следећа села: Врнчани, Ручићи, Бољковци, Лалинци, Доњи Бањани и у селу Дићи (Општина Љиг) се улива у реку Драгобиљ. Извор реке се налази на 393 м, а ушће на 193 м надморске висине. У Драгобиљицу се уливају потоци од којих неки, у зависности од временских услова током године, чак и у потпуности пресахну. Главне притоке су следећи потоци: Рањци, Чвортановац, Белица, Зорића поток, Шиковац, Милошевац, Лазина вода, Сланац. 
Према подацима генерала Јована Мишковића, који је службовао у рудничком округу у другој половини 19. века, у реци је било следећих риба: кленова, кркуша, говедарица, пљотица и ракова, а на њеном току око 7 воденичица. Долином Бољковачке реке изграђен је насип (пут) који је водио из Горњег Милановца за Ваљево и то десном обалом, двапут је прелазећи. Данас је овај пут означен као државни пут II Б реда 360.
Средњи годишњи протицај и специфични отицај
| Река        | Профил | F (кm²) | Р (mm) | q (1/s/кm²) | Q (m³/s) |
| Драгобиљица | ушће   | 45,99   | 831,9  | 8,31        | 0,38     |

Средњи месечни протицај Драгобиљице у m³/s
| Период/месец | I    | II   | III  | IV   | V    | VI   | VII  | VIII | IX   | X    | XI   | XII  |
| 1961-1989    | 0,43 | 0,79 | 0,78 | 0,55 | 0,56 | 0,47 | 0,21 | 0,09 | 0,08 | 0,08 | 0,18 | 0,35 |
| 1993-2003    | 0,46 | 0,68 | 0,58 | 0,71 | 0,26 | 0,42 | 0,31 | 0,08 | 0,20 | 0,14 | 0,24 | 0,49 |

## Галерија
- Ток реке Драгобиљице
- јул 2005.
- јун 2007.
- суша, октобар 2012.